# Viola flagelliformis
Viola flagelliformis är en violväxtart som beskrevs av William Botting Hemsley. Viola flagelliformis ingår i släktet violer, och familjen violväxter. Inga underarter finns listade i Catalogue of Life.